# Панакея
Панакея, Панакия, Панацея (др.-греч. Πανάκεια «всеисцеляющая») — в древнегреческой мифологии божество — персонификация исцеления. Дочь Асклепия и Эпионы. Её братья — знаменитые врачи, исцеляющие героев Троянской войны — Махаон (Μαχάων) и Подалирий (Ποδαλείριος; Ноm. П. IV 208—219), её сестры — Гигиея (Ὑγιεία или Гигия Ὑγεία «здоровье») и Иасо ( Ἰασώ или Ясо Ἰησώ «лечение»). В святилище Амфиарая (Ἀμφιάραος) в Оропе находился жертвенник, одна из частей которого была посвящена Панакее, Иасо, Гигиее и Афине Пеонии («целительнице», один из эпитетов Афины).В Эпидавре существовал особый культ Панакеи, который был воспринят всем античным миром. По преданию, Панакея готовила лекарства из трав, которые приобретали целебную силу только после их прикосновения к капюшону Телесфора (брата Панакеи). Со временем слово «панацея» стало синонимом ненаучного подхода к лечению, обозначающего лекарство от всех болезней. И сейчас оно употребляется именно в таком значении.

## История
В Древней Греции люди почитали Богиню Панацею как покровительницу здоровья, причём крайне занимательные легенды рассказывали как о самой Панацее, так и о её родителях. Она считалась дочерью полубога Асклепия и богини Эпионы. Что интересно, Асклепий также считался покровителем медицины. Изначально он являлся смертным человеком, был наказан богами, но в дальнейшем одарён бессмертием.
На изображениях Панацея чаще всего показана рядом с братом и отцом. Её представляли в облике юной девушки, что принимает ценные растения из рук Асклепия и складывает их в чашу. Вторая рука богини касается капюшона Телесфора, бога выздоровления, что считался её братом. Подобные изображения указывают на связь между медициной, лечением и выздоровлением.

## Способности Богини Панацеи
Панацея имела удивительную способность — сила этой богини могла превращать самые обыкновенные травы в целебные компоненты лекарства. Благодаря Панацее они становились источником выздоровления, спасали людей от серьёзных недугов или даже смерти.
Среди богов Панацея была сестрой милосердия. Вместе со своим отцом она часто появлялась на местах сражений, помогала солдатам справиться с ранами, победить свои болезни. Панацея накладывала повязки на раны и поддерживала моральное состояние воинов. Эта версия кажется очень вероятной, хотя ряд исследователей склоняется к тому, что богиня отождествлялась лишь с лечением травами.
Имя Панацеи неслучайно стало нарицательным. Дело в том что и сама эта богиня, как сообщают нам мифы, пыталась найти волшебное снадобье, что помогло бы людям одолеть любые болезни. В дальнейшем средневековые маги и алхимики пытались изобрести панацею, что стала бы спасительным эликсиром для людей. Но, увы, секрет этого снадобья так и не был раскрыт.
Панацея была одной из самых почитаемых богинь Древних Греции. Историки утверждают, что в пределах одной только Эллады было построено более 300 храмов этой богини. Это неудивительно, ведь люди всегда мечтали оставаться здоровыми, а в случае заболевания просили высшие силы помочь им перебороть недуг.
у Панацеи была припарка или зелье, с помощью которого она исцеляла больных. Это привело к появлению концепции панацеи в медицине, вещества, предназначенного для лечения всех болезней. Этот термин также используется в переносном смысле как нечто, предназначенное для полного решения большой, многогранной проблемы.

## Семейные узы
У Панацеи также было четыре брата — Подалейрус, один из двух царей Трикки, у которого был талант к диагностике, и Махаон, другой царь Трикки, который был искусным хирургом (эти двое участвовали в Троянской войне, пока Махаон не был убит Пентесилеей, королевой амазонок); Телесфор, посвятивший свою жизнь служению Асклепию; и Арат, её сводный брат, который был греческим героем и покровителем / освободителем Сикиона.

## Современный взгляд
В современном языке имя древнегреческой богини стало нарицательным, обозначая несуществующее, вымышленное лекарство. Любопытно, что при этом в самом первом варианте клятвы Гиппократа имя «Панацея» упоминается наряду с именами Гигиеи, Асклепия и Аполлона.
По мнению некоторых исследователей, специализирующихся на изучении мифологии, именно гордыня в свое время помешала Панацее обрести культ, присущий остальным представителям священного пантеона. Даже её скромной сестре — Гигиее — удалось возвести вокруг себя ореол нерушимого могущества.
И если в наши дни гигиена считается самостоятельной и серьёзной наукой, то с панацеей связывают альтернативные и малоизученные виды лечения — гомеопатию, фитотерапию, иглоукалывание, натуропатию. Эффективность многих из этих методик официально не подтверждена, однако они с успехом применяются в программах традиционного комплексного лечения.